# 台茶十八號

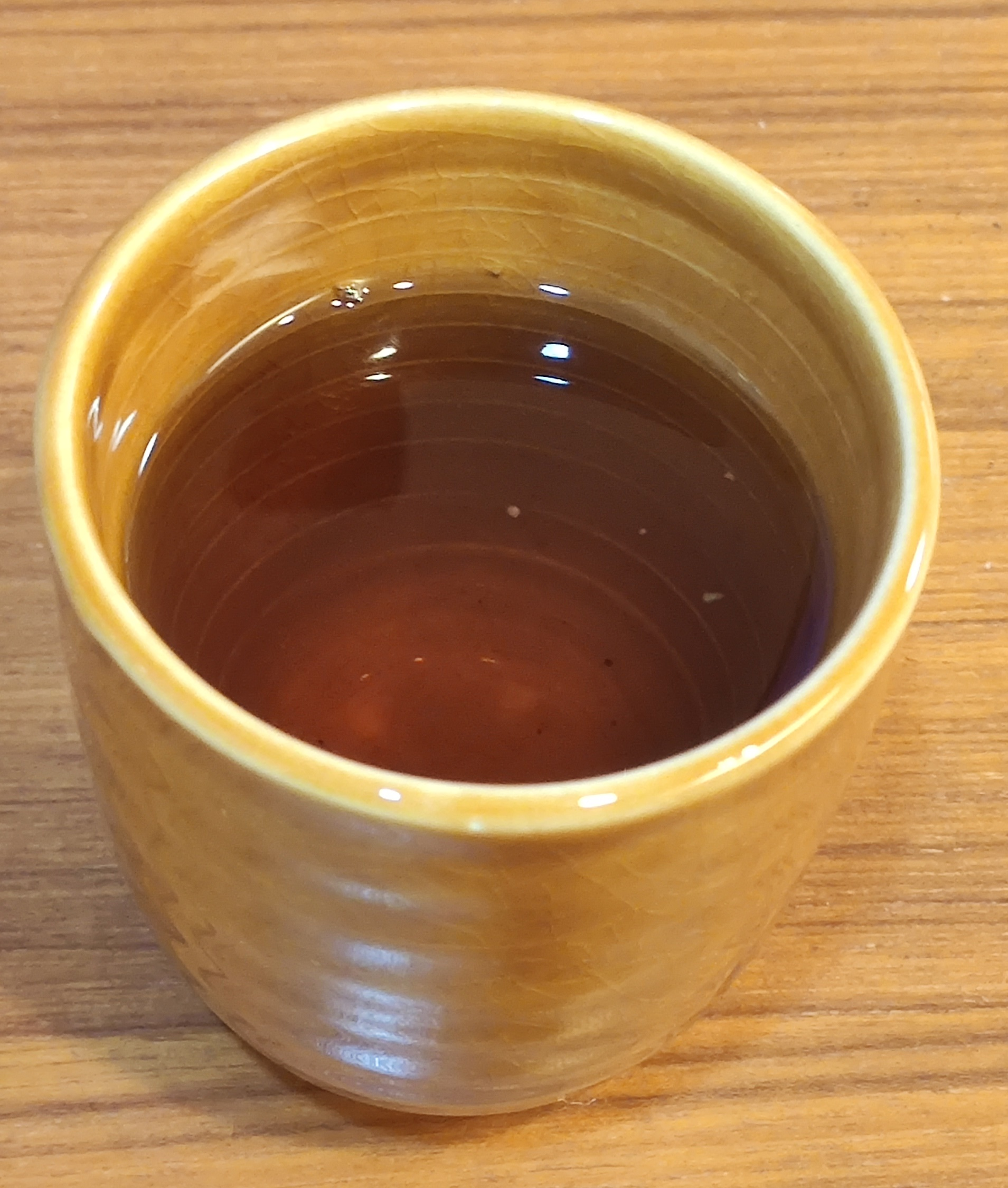
台茶十八號

臺茶18號，又稱紅玉，由緬甸大葉種阿薩姆茶B-729（母），台灣山茶B-607（父）雜交育種而成，由農業部茶及飲料作物改良場魚池分所培育，在1999年發表。主要種植於台灣南投縣魚池鄉，用於製作紅茶，其特色為茶湯深紅，有肉桂香及薄荷香氣及甜甜的焦糖味。

## 歷史
臺灣清治時期時，巡撫劉銘傳曾引進外國紅茶製法，未成功。日治時期，日本人在1925年把阿薩姆紅茶種引入台灣，並在現今的平鎮及魚池種植，後發現在魚池的茶樹品質較佳。故台灣總督府設立魚池紅茶試驗支所對其進行培育、研究。而此時研究員也發現野生台灣山茶，盼能對其進行研究。
二戰時研究員多徵招入伍，僅剩試驗支所所長新井耕吉郎，難再進行研究。1946年起，研究員以阿薩姆茶為母本、台灣山茶為父本進行雜交。經過約50年的培育後，行政院農業委員會將該品種命名為「台茶18號」，又名紅玉。

## 香氣
台茶十八號被譽為「台灣香」，除有薄荷、肉桂香外，不同品系還會有甘蔗香。

## 外部連結
- 官方网站 （繁體中文）